# Tučapy, Vyškov
Tučapy là một làng thuộc huyện Vyškov, vùng Jihomoravský, Cộng hòa Séc.